# Серпокрилець-вилохвіст великий
Серпокрилець-вилохвіст великий (Panyptila sanctihieronymi) — вид серпокрильцеподібних птахів родини серпокрильцевих (Apodidae). Мешкає в Центральній Америці.

## Опис
Довжина птаха становить 18-20 см.

## Поширення і екологія
Великий серпокрилець-вилохвіст мешкає на південному заході і півдні Мексики, в Гватемалі, Гондурасі і Нікарагуа, подекуди в Сальвадорі і Коста-Риці. Птах живе в гірських тропічних і субтропічних лісах на висоті 600-1850 м над рівнем моря.

## Збереження
МСОП вважає цей вид таким, що не потребує особливих заходів зі збереження. Це численний і поширений вид, популяцію якого оцінюють в 20-50 тисяч птахів.